# DCLXVI: To Ride Shoot Straight and Speak the Truth
DCLXVI: To Ride, Shoot Straight and Speak the Truth četvrti je studijski album švedskog death metal-sastava Entombed. Diskografska kuća Music for Nations objavila ga je 3. ožujka 1997.

## O albumu
DCLXVI je 666 rimskim brojevima. Naslovnica prikazuje kipić astečkog boga Mictlantecuhtlija.
Ovaj album pokazuje nastavak death 'n' rolla prethodno uspostavljenog na Wolverine Blues iz 1993., ali izbjegava većinu tragova hardcore punka i tradicionalnog death metala u korist stoner rocka i zvuka pod utjecajem garage rocka.
Album je bio drugi album časopisa Metal Hammer iz 1997. Pobijedio ga je debitantski album Polythene britanskog sastava Feeder.

## Popis pjesama
| 1.    | »To Ride, Shoot Straight and Speak the Truth« | Nicke Andersson, Alex Hellid | 3:12 |
| 2.    | »Like This with the Devil«                    | Andersson                    | 2:12 |
| 3.    | »Lights Out«                                  | Andersson                    | 3:35 |
| 4.    | »Wound«                                       | Uffe Cederlund               | 2:43 |
| 5.    | »They«                                        | Hellid                       | 4:05 |
| 6.    | »Somewhat Peculiar«                           | Andersson, Hellid            | 3:20 |
| 7.    | »DCLXVI« (instrumentalna skladba)             | Lars-Göran Petrov            | 1:42 |
| 8.    | »Parasight«                                   | Andersson, Hellid            | 2:50 |
| 9.    | »Damn De Done«                                | Andersson, Cederlund, Hellid | 3:26 |
| 10.   | »Put Me Out«                                  | Cederlund                    | 2:23 |
| 11.   | »Just as Sad«                                 | Andersson                    | 1:51 |
| 12.   | »Boats«                                       | Hellid                       | 3:07 |
| 13.   | »Uffe's Horrorshow«                           | Cederlund                    | 1:18 |
| 14.   | »Wreckage«                                    | Andersson                    | 4:01 |
| 39:45 |                                               |                              |      |

## Zasluge
| Entombed - Nicke Andersson – bubnjevi, udaraljke, grafički dizajn, dizajn - Lars-Göran Petrov – vokal, glasovir - Jörgen Sandström – bas-gitara - Monster Cederlund – gitara, ručna bušilica - Alex Hellid – gitara, grafički dizajn, dizajn Dodatni glazbenici - Peder Criss – usna harmonika | Ostalo osoblje - Tomas Skogsberg – produkcija, inženjer zvuka, miks, aranžmani - Fred Estby – inženjer zvuka - Peter In de Betou – mastering - Guerilla Art – grafički dizajn, dizajn - Neil Rapi – fotografije |